# Ураз Мухаммад-бий
Ураз Мухаммад-бий (ум. 1598) — бий Больших Ногаев (1590—1598), первый сын Тинехмата (1563—1578).
В 1584-1590 годах Ураз Мухаммад-мирза занимал должность тайбуги. В 1590 году после гибели своего дяди Урус-бия в бою с малыми ногаями Ураз Мухаммад, старший из сыновей Тинехмата, стал новым бием Ногайской Орды. Ураз Мухаммад-бий назначил новым нурадином своего младшего брата Дин Мухаммада (1590—1598).
Ураз Мухаммад-бий вместе с нурадином и другими мурзами участвовал в походе русских войск на Дагестан.
Вёл борьбу за княжескую власть со своим двоюродным братом Джан-Арсланом, сыном Урус-бия. Около 1598 года в решающей битве на реке Самаре Ураз Мухаммад-бий был разгромлен и убит. Ему наследовал младший брат и нурадин Дин Мухаммад-бий.
В «Истории Усергана» имя бия указано как Урмамбет, а его последнее сражение состоялось в долине реки Сакмара (близ устья Касмарки).
В «Истории башкир» А. А. Валидова имя бия указано как Ормамбет мирза (бек) и его сын Каракилембет управлял башкирским племенем минг. По преданиям, период когда «переселились миллион ногайцев» (1558) и умер Ормамбет-бек (1600), у ногайцев и башкир считается началом некоей истории (эпохи).